# Tea Falco
Tea Falco (Catania, 11 augustus 1986), artiestennaam van Teresa Falsone, is een Italiaanse actrice en fotograaf.
Tea Falco's eerste rol in een langspeelfilm was in I Vicerè van Roberto Faenza uit 2007. Falco verwierf grote bekendheid met een hoofdrol als Olivia in Io e te, een dramafilm van Bernardo Bertolucci uit 2012 naar het boek van Niccolò Ammaniti. Voor die hoofdrol werd ze in 2013 genomineerd voor een Premi David di Donatello. Op de Nastro d'argento kreeg ze er de Nastro Bulgari voor, een extra prijs uitgereikt door sponsor Bulgari. 
Daarnaast speelde ze in 2012 ook in de televisieserie Il giovane Montalbano, de prequel van Montalbano en de langspeelfilm Sotto una buona stella van Carlo Verdone uit 2014. Ze vertolkte de hoofdrol van Beatrice Mainaghi in de series 1992 en 1993.
- Biblioteca Nacional de España: XX5402432
- Gemeinsame Normdatei: 1043839577
- International Standard Name Identifier: 0000 0004 1885 5840
- Library of Congress Control Number: no2013111376
- Nationale Bibliotheek van Tsjechië: xx0175881
- Nederlandse Thesaurus van Auteursnamen: 357754069
- PIC: 390093
- Istituto Centrale per il Catalogo Unico: LO1V404499
- Système universitaire de documentation: 180995383
- Virtual International Authority File: 305288332
- WorldCat: E39PBJfmmjdRBqPw9jthHXjDMP